# Заневський Руслан Володимирович
Руслан Володимирович Заневський (нар. 27 листопада 1987, Одеса, УРСР) — український футболіст, півзахисник.

## Клубна кар'єра
Вихованець клубів «Юнга-Чорне море» (Одеса) та «Шахтар» (Донецьк), у футболці яких виступав у юнацьких чемпіонатах України (ДЮФЛУ). Футбольну кар'єру розпочав 19 липня 2004 року в дублюючому складі донецького «Шахтаря». Наприкінці 2005 року за обопільною згодою розірвав контракт з донецьким клубом, після чого тренувався у складі дублюючого складу італійського «Мілану», а в 2006 році відправився до 4-лігового фарм-клубу міланців «Нуорезе». Влітку 2006 року підписав контракт з латвійським «Діттоном» (Даугавпілс). На початку 2007 року перейшов до бельгійського «Шарлеруа», де став основним гравцем дублюючого складу. Влітку 2007 року залишив бельгійський клуб, після чого захищав кольори фінських команд «Яро» та «Якобстадс БК». Влітку 2011 року підписав контракт з «Полтавою», проте так і не зігравши жодного офіційного матчу у футболці «городян» під час зимової паузи сезону 2011/12 років залишив команду.

## Кар'єра в збірній
З 2002 по 2005 рік виступав за юнацькі збірні України U-17 та U-19.